# Fincken
Fincken település Németországban, Mecklenburg-Elő-Pomeránia tartományban. Lakosainak száma 499 fő (2023. december 31.).

## Népesség
A település népességének változása:
| Lakosok száma | 503  | 505  | 522  | 522  | 499  |
|               | 2017 | 2019 | 2021 | 2022 | 2023 |